# تورنه
شهر تورنه (به فرانسوی: Tournai) در شهرستان تورنه در استان انو در منطقه فدرال والوون در کشور بلژیک واقع شده‌است. این شهر در ۸۵ کیلومتری غرب-جنوب‌غربی بروکسل واقع شده است. 

تورنه به همراه شهر تنژران قدیمی‌ترین شهر بلژیک است و نقش مهمی در تاریخ فرهنگی کشور داشته است.

## نگارخانه

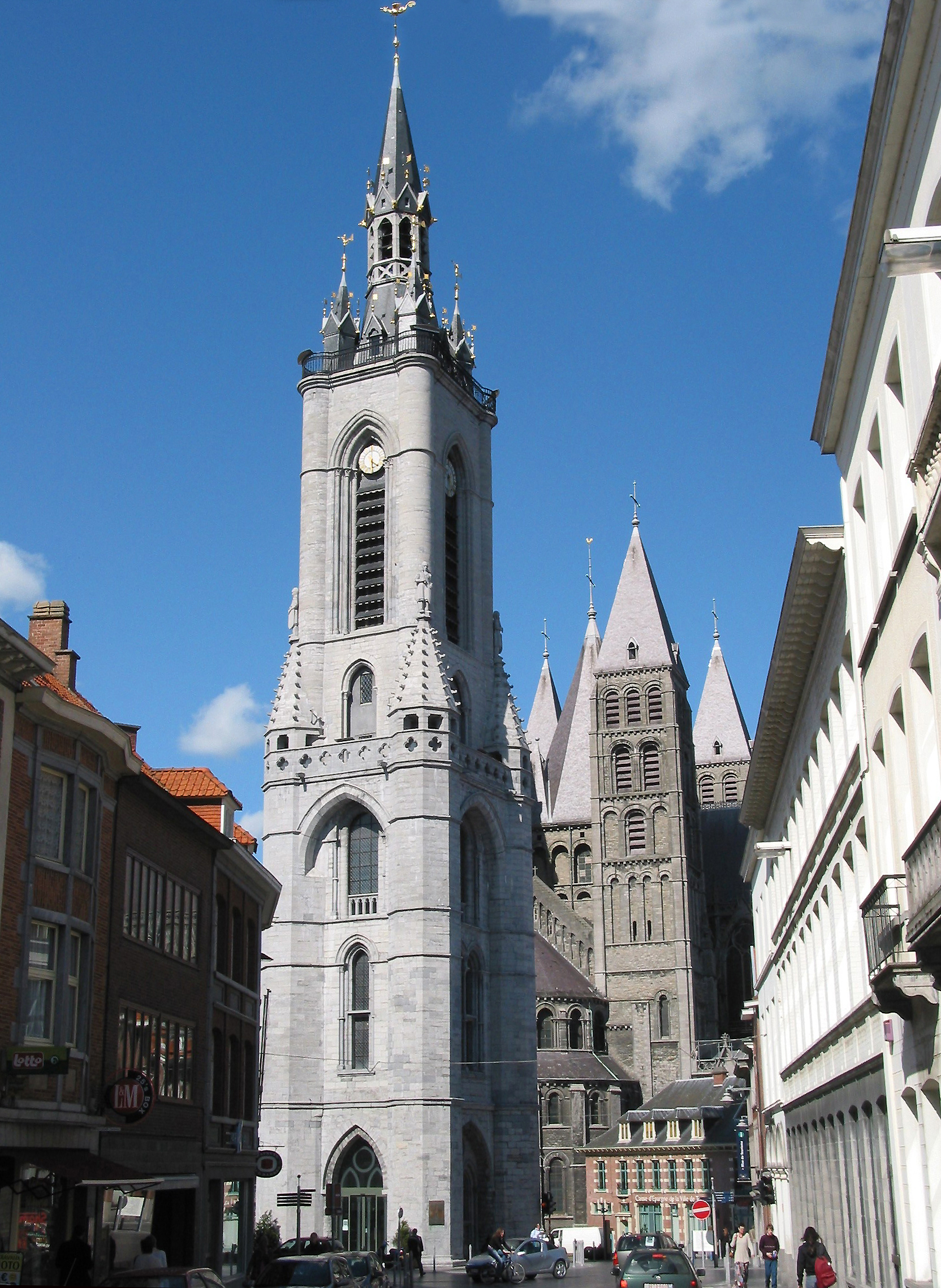
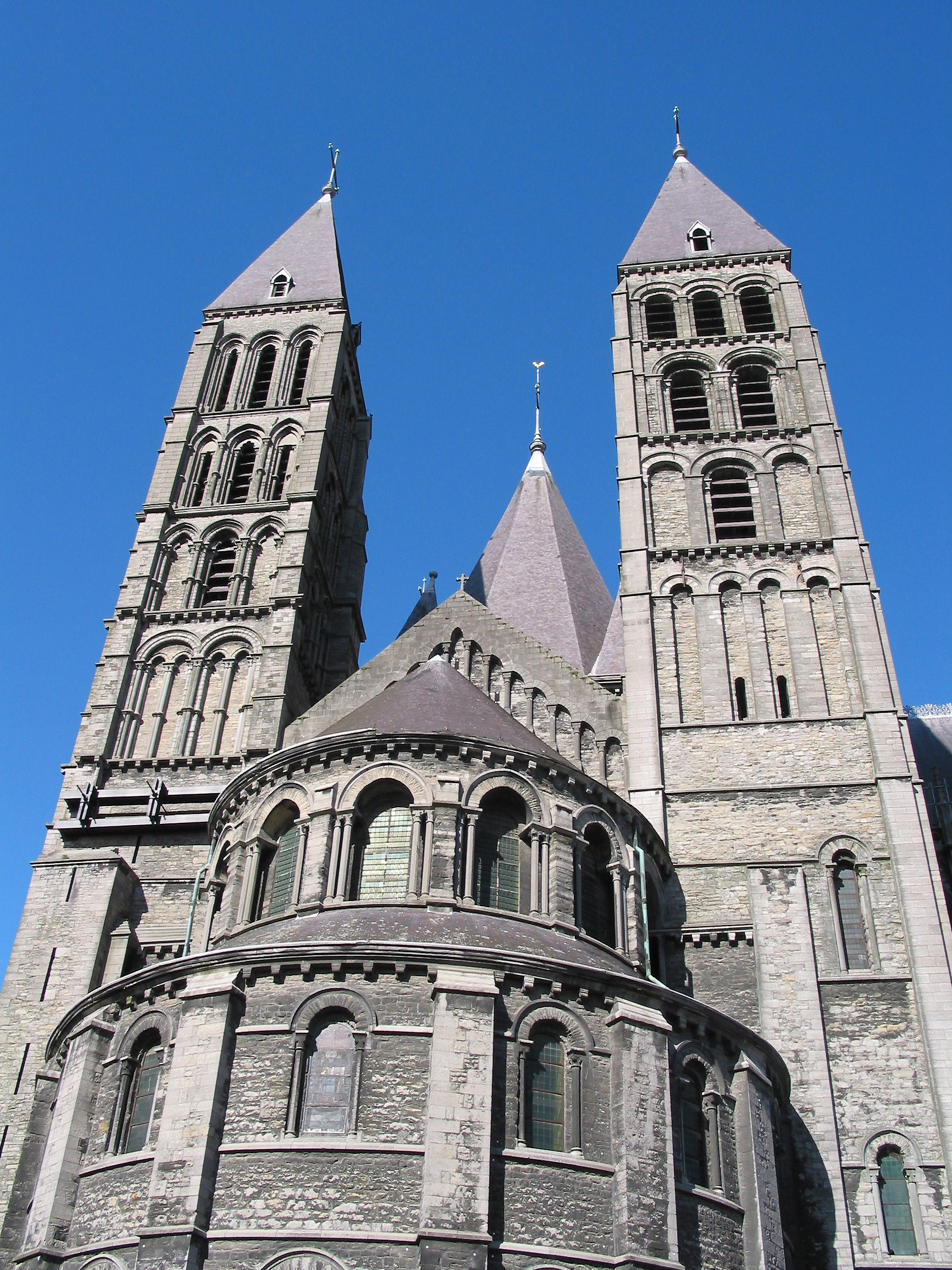
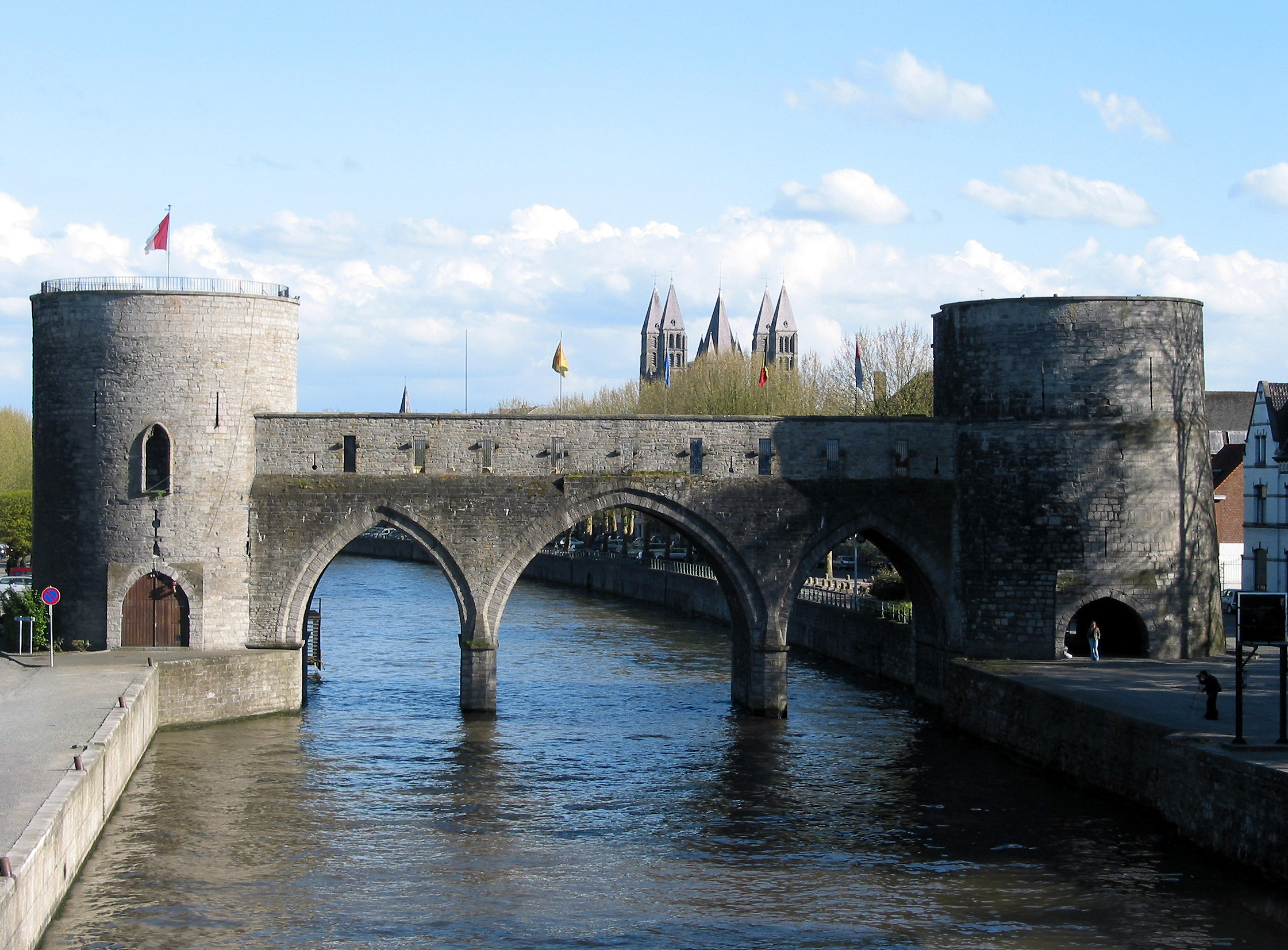
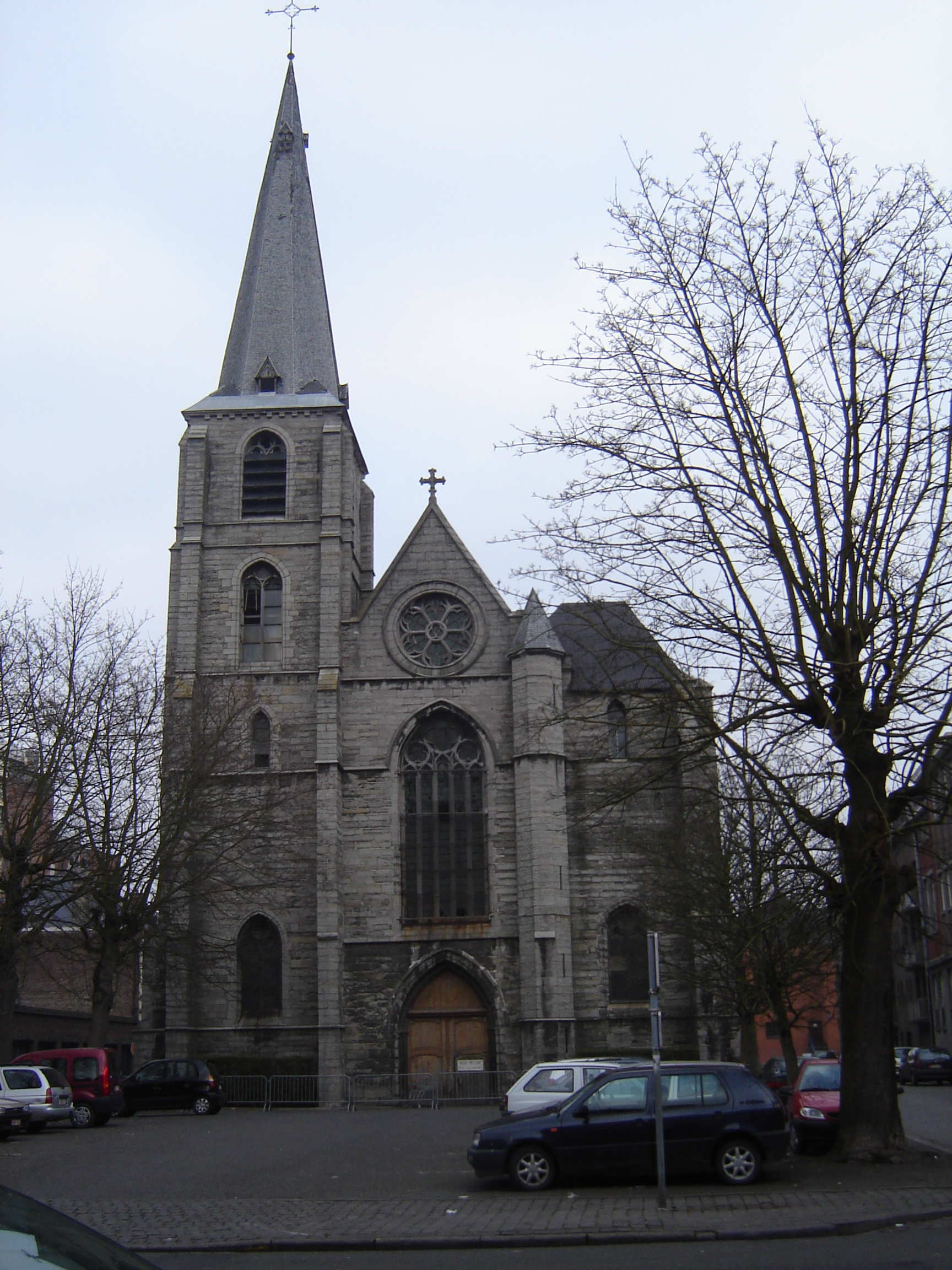
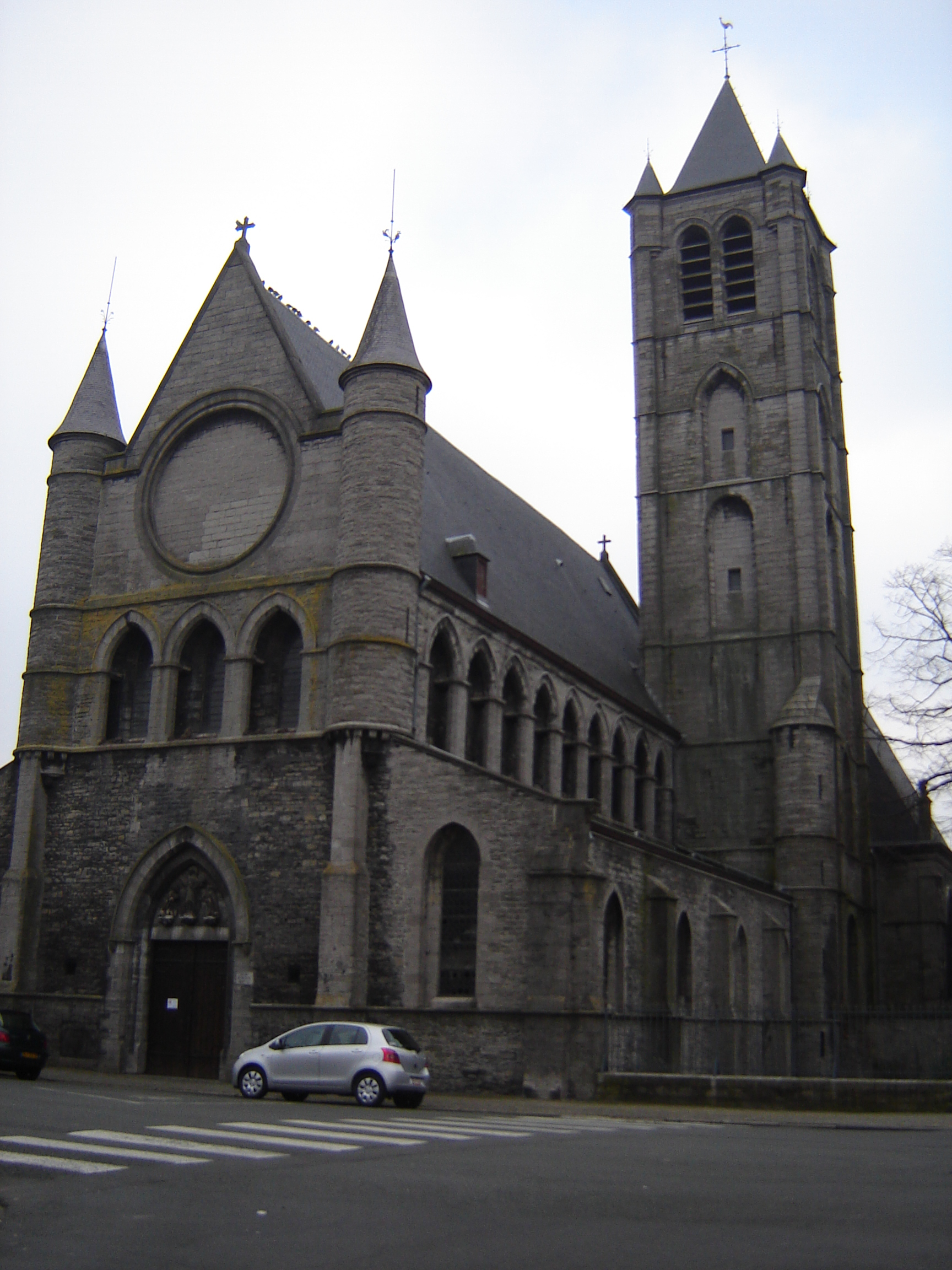
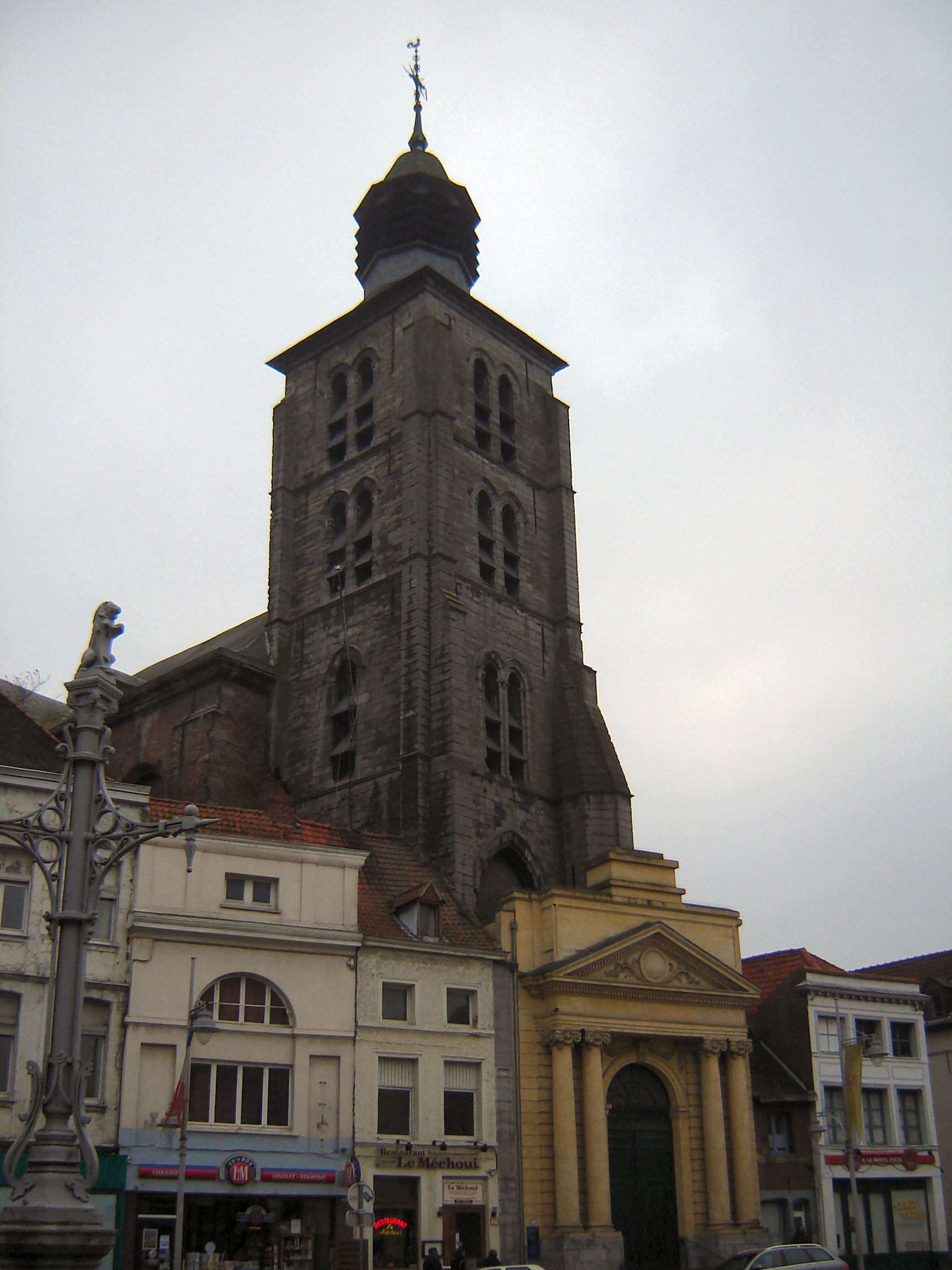
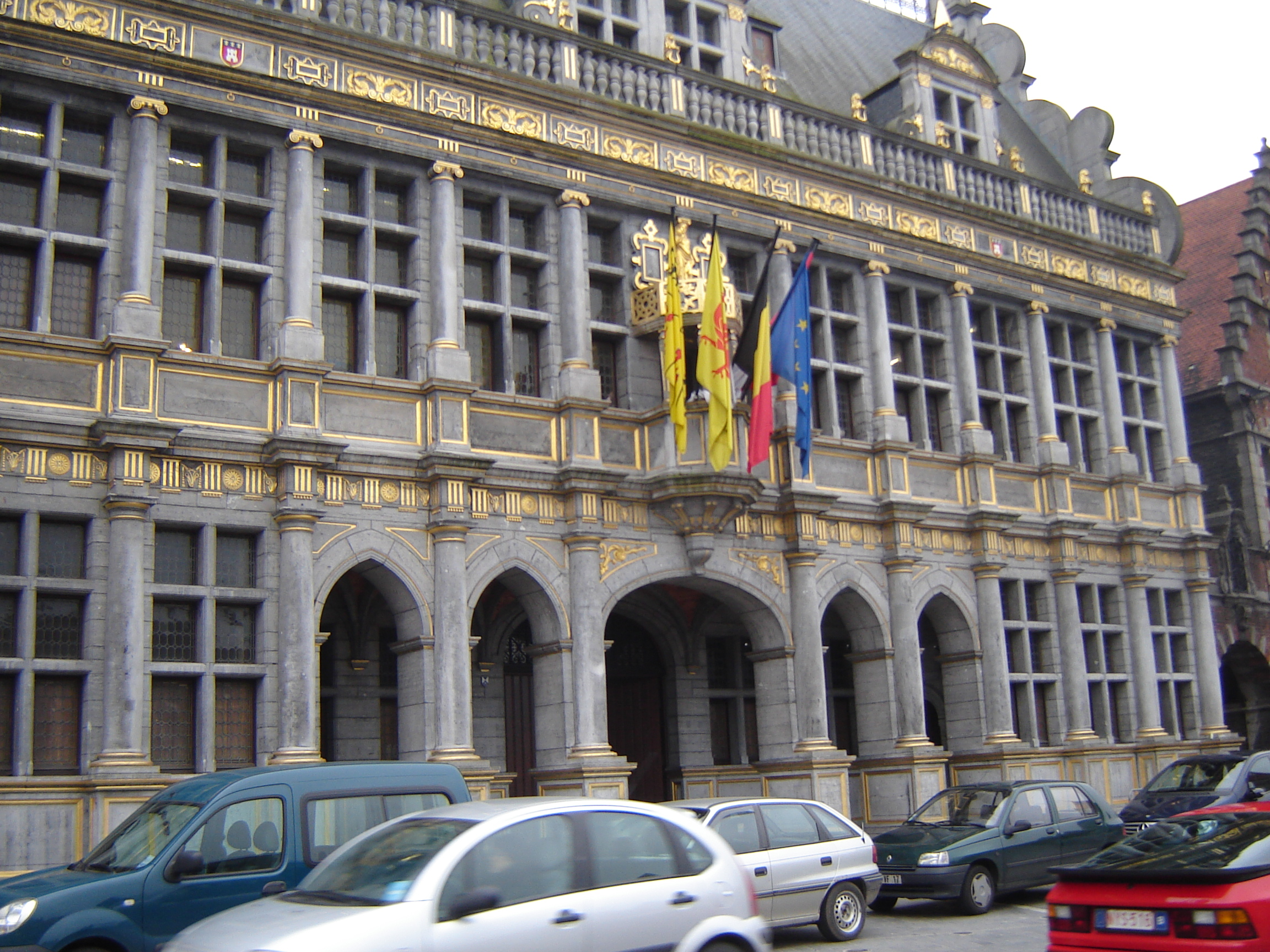
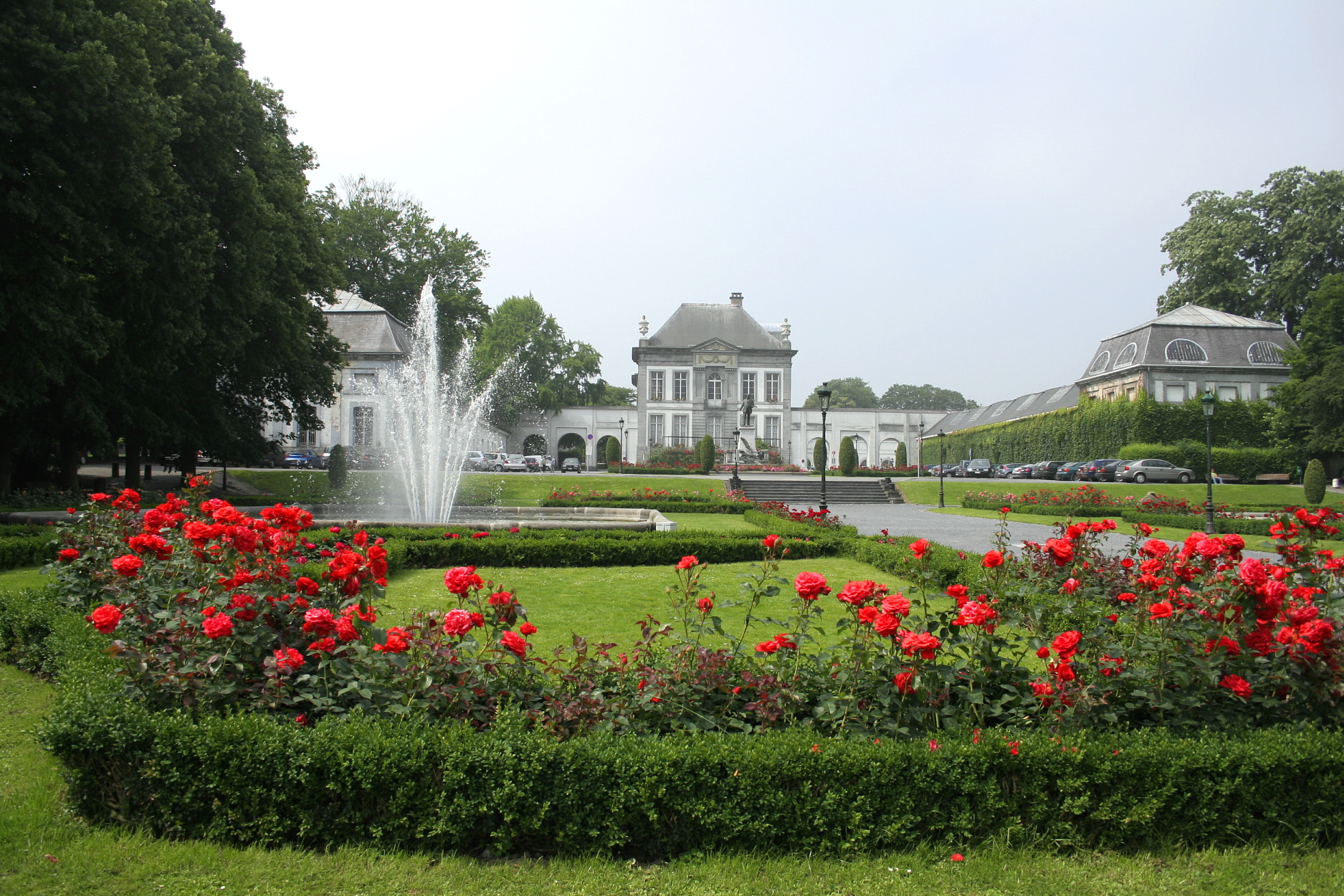

## شهرهای خواهرخوانده
- تروا، فرانسه
- وینو دسک، فرانسه
- بیت‌لحم، دولت فلسطین[۲]
- تاریا، بولیوی